# Zhong Tao
Zhong Tao, född 12 augusti 2002, är en friidrottare från Kina. Han deltog vid olympiska sommarspelen 2024.